# Tragia hassleriana
Tragia hassleriana là một loài thực vật có hoa trong họ Đại kích. Loài này được Chodat miêu tả khoa học đầu tiên năm 1905.